# Stallikon
Stallikon is een gemeente en plaats in het Zwitserse kanton Zürich, en maakt deel uit van het district Affoltern.
Stallikon telt 2813 inwoners (2007).

## Geboren
- Albert Locher (7 januari 1849), politicus
- Joris Ouwerkerk (20 juli 1992), Nederlands snowboarder